# Federico Leicht
Federico Leicht Betarte (Montevideo, 1974) es un periodista, escritor y editor uruguayo.

## Biografía
Nacido en Montevideo, fue alumno del Colegio Alemán y del Colegio Seminario de Montevideo. Estudia en la Escuela de Cine del Uruguay, bajo la dirección de Beatriz Flores Silva.
Desde 1997 se desempeña en el ámbito editorial, iniciándose en Ciudad de México. Escribe en la sección cultural de la revista Rizoma, fundada por alumnos y exalumnos de la Universidad Iberoamericana, de la que termina siendo editor.
En 2000 retorna a Uruguay y se integra al equipo del semanario Brecha. Colabora con diversos medios escritos como Cinemanía, El País, Posdata, Últimas Noticias, La Diaria y Esquire.   Publica ensayo, narrativa, biografía, investigación histórica y crónica periodística.
En 2002 pasa a formar parte del equipo de periodismo de investigación de la revista Riesgo País dirigida por María Urruzola. Entre 2003 y 2005 redacta y edita las miniseries gráficas Al rescate del Graf Spee, Naufragios en el Río de la Plata y Batallas que hicieron historia, publicadas en fascículos coleccionables por el diario El País. En el campo del periodismo narrativo, colabora en la revista Rocket, editada por Andrés Alsina y Leonardo Haberkorn.
En 2007 obtiene una mención de honor en el Primer Concurso Nacional de Cuentos Premio Paco Espínola. En octubre de ese año publica su primer libro: Cero a la izquierda; una biografía de Jorge Zabalza, con prólogo y presentación de Samuel Blixen García. Las denuncias contenidas en el libro determinan que el mismo sea tratado en una acalorada sesión parlamentaria que concluye con los diputados Juan José Domínguez y Luis Lacalle Pou tomándose a golpes de puño. En julio de 2008, los exlíderes Tupamaros José Mujica, Eleuterio Fernández Huidobro, Julio Marenales, y el propio Jorge Zabalza, deben prestar testimonio «con fines aclaratorios» ante el juez penal, Daniel Tapié, por los Sucesos del Hospital Filtro denunciados en el libro.
La mayor parte la obra bibliográfica de Leicht se centra en la Dictadura cívico-militar en Uruguay (1973-1985). Entre otros temas explora la vinculación con la dictadura de Brasil, así como las responsabilidades de la izquierda y los sindicatos en el proceso que desembocó en el golpe de Estado de 1973. También cuestiona la historia oficial del Movimiento de Liberación Nacional-Tupamaros. Leicht ha publicado investigaciones que revelan planes secretos del MLN-Tupamaros y su accionar conspirativo en democracia, que dan lugar a la votación de una comisión preinvestigadora parlamentaria en 2017. 
En 2008 pública El día menos pensado; invasión, golpe y contragolpe, sobre los planes de invasión del gobierno dictatorial brasileño a Uruguay ante la posibilidad de un triunfo electoral de la izquierda en 1971. El libro es prologado y presentado por Jair Krischke, presidente del Movimento de Justiça e Direitos Humanos de Brasil.
En 2013, la digitalización y difusión por parte de la Universidad de la República de documentos del Departamento de Estado de los Estados Unidos, pertenecientes a Uruguay (1963-1973), le permite ampliar su investigación y publicar Órden y Progreso; el influjo del Brasil en el camino al golpe de Estado, presentado por Sergio Abreu.
Es responsable del regreso de Héctor Amodio Pérez a Uruguay a mediados de 2015. El mismo día de su arribo Amodio es detenido y permanece en prisión durante 360 días, mientras la justicia uruguaya lo investiga por presuntos delitos de lesa humanidad. Para su defensa, designa a Andrés Ojeda como abogado defensor, quien logra que el 10 de agosto de 2017 la Suprema Corte de Justicia lo declare un hombre libre. Leicht edita los dos primeros libros del ex-Tupamaro: Palabra de Amodio: la otra historia de los Tupamaros y Condenado; preso político en democracia.
Durante la pandemia de COVID-19 se posiciona en contra de los confinamientos, mandatos de mascarillas y vacunas. En su activismo anticuarentena alienta las manifestaciones públicas durante la vigencia del decreto de "Estado de Emergencia Nacional Sanitaria" y edita el libro Falsos positivos; historia de una pandemia en Uruguay, en el que se recopilan las voces disidentes en relación con la misma.
Entre 2020 y 2021 realiza una columna quincenal en CX 30 La Radio: Unabomber; periodismo marginal. A partir de 2022 conduce su propio programa, Mala Espina, caracterizado por las críticas a la denominada izquierda woke y las entrevistas a referentes de la derecha política.   
Sus últimos trabajos, 30 mitos de la historia reciente, presentado por Luciano Álvarez (escritor), y Hegemonía; guía de supervivencia política, presentado por el periodista Guillermo Sicardi, se centran en el análisis de la Hegemonía cultural, la Nueva Izquierda y el Globalismo.  
En 2023 edita dos libros: Camino al golpe de Estado; cinco miradas desde la contrahegemonía, con la colaboración de Mercedes Vigil, Álvaro Diez de Medina y Rodolfo Fattoruso, entre otros, y Guillermo Sicardi; un baluarte liberal, una selección de artículos publicados por Sicardi en el semanario Búsqueda, con prólogos de Andrés Danza y Fernando Marguery, y una semblanza biográfica de Diego Andrés Díaz.
Impulsó la creación de la Plataforma por la Libertad, grupo político de derecha liberal fundado el 29 de marzo de 2025, que propone la privatización de las empresas públicas, la desregulación de la economía, aumentar las medidas de seguridad y oposición a la Agenda 2030.
Su padre fue el futbolista uruguayo Óscar Leicht, miembro del herrerismo y durante la presidencia de Luis Alberto Lacalle jefe de Policía del departamento de Colonia.

## Obras
- Premio Paco Espínola (Autores varios). Tradinco. 2007.
- Cero a la izquierda. Una biografía de Jorge Zabalza. Letraeñe ediciones. 2007. ISBN 997480561-3.[5]
- El día menos pensado; invasión, golpe y contragolpe. Letraeñe ediciones. 2008.[5]
- Graf Spee, de Wilhemshaven al Río de la Plata. Ediciones de la Plaza. 2009.[5]
- De patrias y tumbas; ficciones de la historia reciente. Estuario Editora. 2012.[5]
- Orden y progreso: el influjo de Brasil en el camino al golpe de Estado. Ediciones de la Plaza. 2013.[5]
- Condenado; preso político en democracia (entrevista documental con Héctor Amodio Pérez). Ediciones de la Plaza. 2015.
- El negocio del terrorismo de Estado: los cómplices económicos de la dictadura uruguaya. (Autores varios). Penguin Random House. 2016.
- 30 Mitos de la historia reciente. Ediciones de la Plaza. 2017.
- Hegemonía; guía de supervivencia política. Ediciones de la Plaza. 2021.
- Falsos Positivos: historia de una pandemia en Uruguay. (Edición y selección de textos). Negrita Ediciones. 2022.
- Camino al golpe de Estado; cinco miradas desde la contrahegemonía. (Autores varios). Ediciones de la Plaza. 2023.
- Guillermo Sicardi; un valuarte liberal. (Edición y selección de textos). Ediciones de la Plaza. 2023.